# Dolynska (huyện)
Huyện Dolynska (tiếng Ukraina: Долинський район, chuyển tự: Dolynskas’kyi raion) là một huyện của tỉnh Kirovohrad thuộc Ukraina. Huyện Dolynska có diện tích 1276 km², dân số theo điều tra dân số ngày 5 tháng 12 năm 2001 là 38263 người với mật độ 30 người/km2. Trung tâm huyện nằm ở Dolynska.